# Uri Zohar
Uri Zohar (Tel Aviv, 4 novembre 1935 – Gerusalemme, 2 giugno 2022) è stato un regista, attore e rabbino israeliano.

## Biografia
Figlio di immigrati ebrei polacchi, Zohar si diploma nel 1952 e presta servizio militare in una compagnia di intrattenimento dell'esercito. Il suo primo matrimonio, con la cantante Ilana Rovina, si è concluso con un divorzio.

## Filmografia
- Etz O Palestina (1962)
- Hor B'Levana (1964)
- Moishe Ventalator (1966)
- Shlosha Yamim Veyeled (1967)
- Ha-Shehuna Shelanu (1968)
- Kol Mamzer Melech (1968)
- Hitromamut (1970)
- Ha-Tarnegol (1971)
- Bloomfield (בלומפילד), codiretto con Richard Harris (1971)
- Metzitzim (1972)
- Einayim G'dolot (1974)
- Hatzilu Et HaMatzil (1977)